# قاسم إيلي
عبد العزيز قاسم إيلي (مواليد سنة 1982) هو عالم حاسوب سويسري اعتنق الإسلام. هو عضو مجلس إدارة المجلس المركزي الإسلامي السويسري.

## حياته
ولد إيلي باسم باتريك جيروم إيلي في شافهاوزن بسويسرا. عندما كان في الثانية عشرة من عمره، هاجر والديه إلى الفلبين بِنيّة إدارة فندق. أراد إيلي البقاء في سويسرا وقضى شبابه في أسرة حاضنة. بعد التحاقه بالمدرسة الثانوية، أكمل تدريبه كعالم كمبيوتر. أسس (Illi "B + B Electronics) وكان حتى سبتمبر 1999 تحت اسم (Hardbeat Rec. – The Trance / Techno Lable). التقى بزوجته نورا إيلي في حملة تضامن من أجل فلسطين وتزوجها في الأردن عام 2003. يدرس إيلي التاريخ والدراسات الإسلامية في جامعة برن.

## المسار السياسي
كان إيلي عضوًا في منظمة العمل من أجل سويسرا المستقلة والمحايدة لمدة أربع سنوات. في عام 2002 شارك في تنظيم مسيرة في شافهاوزن ضد انضمام سويسرا إلى الأمم المتحدة، وشاركت فيها منظمة (Young4FUN.ch) أيضًا تحت قيادة لوكاس رايمان. وبحسب تقرير (Die Weltwoche)، فقد أشاد إيلي بعمليات استشهادية فلسطينية، ووصف 16 إسرائيليًا من ضحايا الهجوم على حافلة على موقعه على الإنترنت بأنهم «أنذال الاحتلال الصهيوني». أُدين إيلي بتهمة معاداة السامية. أصبح معروفًا لعامة الناس في عام 2002 من خلال زيارته لمؤسس حركة حماس الشيخ أحمد ياسين. أسس إيلي منظمة سويسرا الموالية لمنظمة التحرير الفلسطينية (Pro-PLO Switzerland) في شافهاوزن، وكانت تتألف من ستة سويسريين اعتنقوا الإسلام.
خلال مظاهرة في زيورخ، قام إيلي بإحراق علم إسرائيل، وبعد تدخل المتفرجين، وصف سويسرا بأنها «دولة صهيونية مخترقة». قام مكتب المدعي الفيدرالي السويسري بالتحقيق في المنظمة في عام 2003 لأنه قيل إن إيلي قام بإعداد متفجرات. تم إغلاق ملف قضية إيلي لحيازة متفجرات في مارس 2004. تم حل منظمة «سويسرا الموالية لمنظمة التحرير الفلسطينية» رسميًا في نهاية عام 2004، لكن موقعها على شبكة الإنترنت ظل نشطًا ويعمل الآن في الخرطوم. في نوفمبر 2016، فتح المدعي العام السويسري تحقيقًا مع إيلي ونيكولا بلانشو بتهمة بث دعاية جهادية. تمت تبرئة إيلي وبلانشو من جميع التهم من قبل المحكمة الجنائية الفيدرالية السويسرية في 15 يونيو.

## حياته الخاصة
تزوج قاسم إيلي من نورا إيلي التي توفيت في مارس 2020. لديهم ستة أطفال.